# Pabellón Philips
El Pabellón Philips fue una construcción efímera diseñada por los arquitectos Le Corbusier e Iannis Xenakis con motivo de la Exposición universal de Bruselas de 1958. El edificio alcanzó notoriedad por la radicalidad de su planteamiento y por la intensa fusión artística entre arquitectura, imagen y sonido, si bien fue recibida de forma dispar entre los críticos artísticos de la época.

## Historia
El edificio fue un encargo de la empresa holandesa Philips, y su función era la de albergar un moderno espectáculo multimedia. El encargo daba "carta blanca" a Le Corbusier, pero debido a que éste se encontraba inmerso en el proyecto urbano de Chandigarh, buena parte del trabajo recayó en manos de Xenakis, quien además de arquitecto en el estudio de Le Corbusier, era un renombrado compositor de música experimental.
El edificio fue demolido el 30 de enero de 1959.

## Arquitectura
El pabellón es una composición asimétrica formada por 9 paraboloides hiperbólicos. Los paraboloides se conformaban mediante piezas rectas de hormigón prefabricado de aproximadamente 1,5 m de anchura y 6 cm de grosor, sustentados por cables tensores por ambas caras. Los tensores de acero exteriores quedaban a la vista, mostrando una superficie reticulada, mientras que las paredes interiores estaban recubiertas de amianto para generar un efecto de caverna y potenciar la sensación acústica. Según Xenakis, la idea de generar superficies curvas a partir de líneas rectas estuvo inspirada en una composición musical propia, titulada "Metastasis", estrenada en 1955.
La complicada realización técnica del novedoso diseño corrió a cargo del ingeniero Hoyte Duyster.

## Instalación

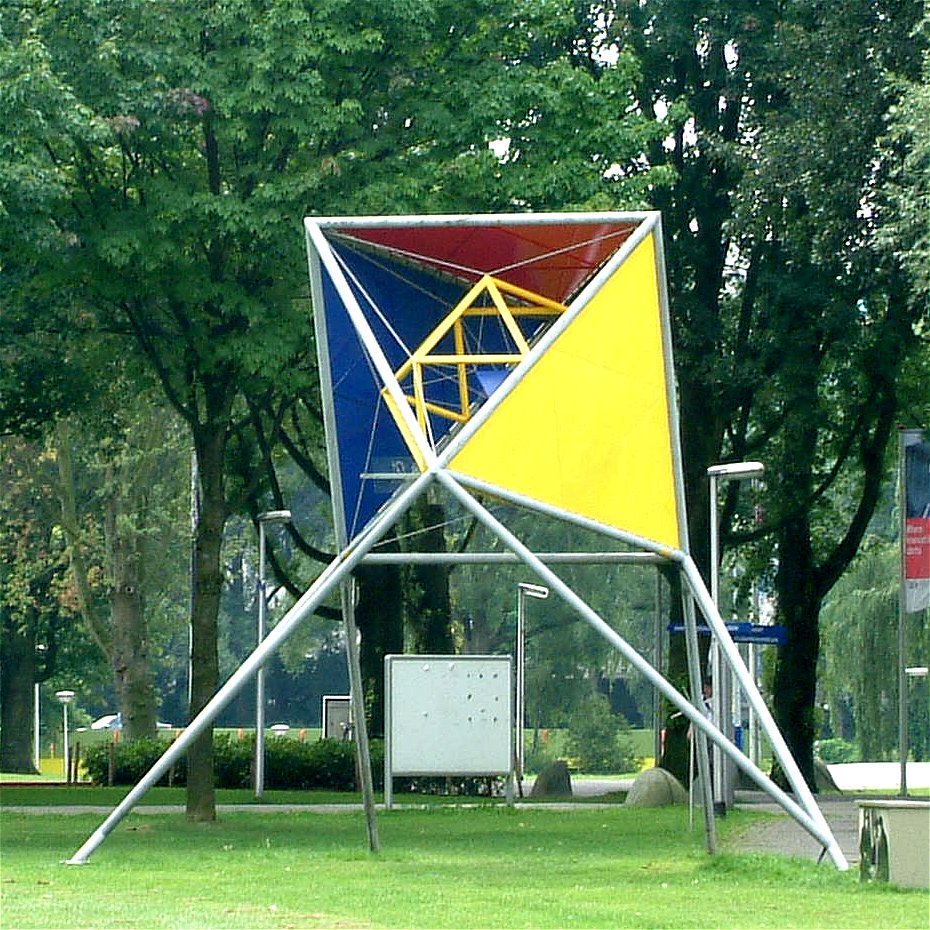
Escultura "objeto matemático", albergada en el pabellón.

Le Corbusier dio al edificio el nombre de "poema electrónico", y solicitó al compositor Edgar Varèse una composición con ese título para ser interpretada en el edificio durante la exposición. Dicha composición, de 8 minutos de duración, se realizó a base de sonidos de la más diversa procedencia. También Xenakis compuso una partitura experimental para el evento, llamada "Concrèt PH", que sonaba a modo de interludio durante la entrada y salida de cada función.
El edificio disponía de una única entrada en forma de corredor curvo, y de una única salida, y en su interior albergaba un auditorio para 500 personas. Además de servir de auditorio para la composición musical, el pabellón contenía cuatro grandes proyectores de cine y dos objetos suspendidos del techo: un maniquí femenino, y una escultura geométrica de inspiración matemática. También cabe mencionar el énfasis en la iluminación del recinto, que contemplaba un total de 51 configuraciones o "ambientes" distintos.